# Giancarlo Padoan
Giancarlo Padoan (Venezia, 4 maggio 1935 – Roma, 28 novembre 2022) è stato un doppiatore italiano. Era il nonno delle doppiatrici Eva Padoan ed Erica Intoppa.

## Doppiaggio

### Film
- Gene Hackman in Un'altra donna, Gli spietati
- Philip Bosco in Figli di un dio minore
- M. Emmet Walsh in L'inventore pazzo
- Shari Weiser in Labyrinth - Dove tutto è possibile
- Ossie Davis in Lei mi odia
- Philip Baker Hall in Rush Hour - Due mine vaganti
- Harris Yulin in Riccardo III - Un uomo, un re
- Paulo Goulart in Condannato a vivere
- Donald Pleasence in Il signore della morte
- John McMartin in Who's That Girl
- John L. McClellan in Good Night, and Good Luck.
- Otto Brandenburg in The Kingdom - Il regno
- Gilbert R. Hill in Beverly Hills Cop III - Un piedipiatti a Beverly Hills III
- Jack Thibeau in Fuga da Alcatraz
- Beppe Chierici in Il camorrista
- George Arkin in Che carambole ragazzi!
- Walter Gotell in Octopussy - Operazione piovra
- Henry Travers in L'uomo invisibile
- Leyland Hodgson in Manicomio
- Daisuke Kato in I sette samurai (ridoppiaggio)

### Film TV e miniserie
- M. Emmet Walsh ne Il diritto di uccidere, Un posto per riposare
- Chaim Topol in Venti di guerra
- Wally Welch in Comanche Moon
- Med Flory in Il ritorno del capitano Nemo
- Henri Garcin in Segreto diplomatico
- Jean-Marc Thibault in Il conte di Montecristo
- James Coco in Il diario di Anna Frank
- John Quade in Newman, robot di famiglia
- David Ogden Stiers in Il gemello scomodo
- Red West in Ricercata per omicidio

### Serie televisive
- Leonard Nimoy in Star Trek
- Roger E. Mosley in Magnum, P.I. (st.1)
- Robert Lansing in Un giustiziere a New York
- Dennis Walker in Uno sceriffo a New York
- Dan Blocker in Bonanza
- William Conrad in Nero Wolfe
- Eddie Egan in Joe Forrester
- Richard Jaeckel in Petrocelli
- Tony Haygarth in Il piccolo popolo dei Graffignoli
- Wolfgang Volz in L'arca del dottor Bayer
- Gerhard Olschewski in Il medico di campagna
- Ryo Nishida in Guerra fra galassie

### Telenovelas
- Carlos Kroeber in Terre del finimondo
- Guillermo Murray in Adolescenza inquieta
- José Lewgoy in Vite rubate

### Film d'animazione
- Transformers - The Movie edizione 1989 (Optimus Prime)
- Hercules (Nesso)
- Armitage III: Poly-Matrix (Larry Randolph)
- Sei in arresto! (Gennaio e il Lupo)
- Inuyasha the Movie - La spada del dominatore del mondo (Totosai)
- I Muppet e Muppets 2 - Ricercati (Statler)
- Gli Orsetti del Cuore nel Paese delle Meraviglie (Cuordileone)

### Cartoni animati
- Muppet Show (Rowlf il cane pianista)
- Vicky il vichingo (Halvar, 2^ voce)
- BraveStarr (Trenta-Trenta)
- Star Trek (Montgomery Scott)
- Frankenstein Jr. (narratore)
- Che magnifico campeggio! (Rex DeForrest III)
- Dottor Dog (Nonno)
- La pietra dei sogni (Serg. Blob)
- Il Tulipano Nero - La Stella della Senna (Cap. Zaral)
- Flo la piccola Robinson (Ernest)
- Il cucciolo (Sig. Baxter)
- Sally la maga (Nonno di Sally)
- Don Chuck il castoro (Aristotile)
- Rocky Joe (Colonnello)
- Grand Prix e il campionissimo (Daisaku Kuruma, 2^ voce)
- Born Free - Il risveglio dei dinosauri (Akira e Gon)
- City Hunter (Geary)
- Ulysse 31 (Poseidone e Sisifo)
- Mazinga Z (Maschera di Ferro)
- L'imbattibile Daitarn 3 (Comandante Death Sander)
- La corazzata Yamato (Sandor)
- Gordian (Prof. Kyotaro Otaki e Saxidaras)
- I-Zenborg (Prof. Torii)
- Pretty Sami special (Butler)
- K.O. Century Beast III (Gaia U.)
- Armitage III (Larry Randolph)
- Shutendoji (Senki)
- Ranma ½ - Le sette divinità della fortuna (Bishamonten)
- Spiriti & Affini S.r.l.: Società a razionalità Limitata (Rokkon)
- Inuyasha (Mushin e Totosai)
- Peppa Pig (Nonno Cane)